# La Philosophie du «comme si»
La philosophie du «comme si» (allemand : Die Philosophie des Als Ob) est un livre du philosophe allemand Hans Vaihinger, basé sur sa thèse de 1877 et publié en 1911. Il s'agit de l'ouvrage pour lequel Vaihinger est le plus connu, il a été publié dans une traduction anglaise par Charles Kay Ogden en 1924. En 1935, une traduction anglaise révisée et abrégée par Ogden a été publiée. La traduction révisée était basée sur la sixième édition allemande de l'œuvre originale.

## Résumé
Vaihinger commence par une autobiographie, discutant des origines de ses idées philosophiques. Il écrit qu'il a choisi le titre La philosophie du «comme si» parce que « il m'a semblé exprimer de manière plus convaincante que tout autre titre possible » le point de vue selon lequel « l'apparence, le consciemment-faux, joue un rôle énorme dans la science, dans la philosophie et dans la vie ».
Le livre présente une épistémologie ainsi qu'une vision pratique du monde et de la vie. Vaihinger décrit la connaissance humaine comme erronée et contradictoire et se demande comment expliquer le fait que l'on puisse encore arriver à la bonne conclusion sur la base de fausses hypothèses. La réponse de Vaihinger est qu'une partie de ce que nous nommons habituellement hypothèses sont en fait des fictions dont la valeur réside uniquement dans leur utilité pratique. Les vues religieuses et métaphysiques, tout comme la logique, ne sont pas vraies dans un sens objectif, car on ne peut pas les mettre à l'épreuve de l'expérience. Au lieu de cela, il faut se demander s'il est utile d'agir « comme si » elles étaient vraies.

## Réception
La philosophie du « comme si » a influencé à la fois Sigmund Freud depuis sa lettre de 1913 à Sándor Ferenczi  et Alfred Adler dans son livre de 1912 Über den nervösen Charakter (le tempérament nerveux),. Bien qu'il contienne la première utilisation du terme « positivisme logique », les positivistes logiques étaient généralement dédaigneux de l'ouvrage de Vaihinger.  Le philosophe Moritz Schlick a écrit que la description de Vaihinger de sa philosophie comme une forme de « positivisme idéaliste » était l'une de ses nombreuses contradictions.
Le journaliste américain H. L. Mencken était cinglant dans sa critique du livre, qu'il a rejeté comme une « note de bas de page sans importance pour tous les systèmes existants ».  Michael J. Inwood écrit que la théorie de Vaihinger « implique des difficultés familières, mais pas nécessairement insurmontables ». Il la trouve critiquable au motif qu'elle implique un appel secret à un concept non pragmatique de la vérité.
Dans sa biographie, Philosopher at Large, Mortimer J. Adler note que ce livre a été l'une de ses influences sur son premier livre, Dialectique.